# Until Dawn
Until Dawn je interaktivní hororová hra z pohledu třetí osoby, vydaná v roce 2015 a vydaná společností Sony Computer Entertainment. Na vývoji hry pracovalo studio Supermassive Games. Ve hře hrajeme za skupinu osmi mladých lidí. Během hry hráči učiní mnoho rozhodnutí, které následně změní příběh. Všechny hratelné postavy mohou v závislosti na provedených volbách přežít nebo zemřít. Hráči prozkoumávají prostředí hory Blackwood, hledají stopy a snaží se vyřešit záhadu.
Hra byla oznámena na veletrhu Gamescom 2012 a v srpnu 2015 vyšla na konzoli PlayStation 4. Vývojáři se inspirovali z různých zdrojů. Mezi ně patří filmy Evil Dead II a Poltergeist a videohry Heavy Rain, Resident Evil a Silent Hill. Hudbu složil Jason Graves a pro grafiku byl použit herní engine Decima od společnosti Guerrilla Games.
Herním postavám propůjčili své hlasy herci jako Rami Malek, Hayden Panettiere, Meaghan Martin, Brett Dalton, Jordan Fisher, Nichole Sakura a Peter Stormare.
Podle žebříčku Chart-Track byla hra Until Dawn v týdnu svého vydání druhou nejprodávanější maloobchodní hrou ve Spojeném království, hned za hrou Gears of War: Ultimate Edition a sedmou nejprodávanější hrou ve Spojených státech amerických.

## Filmová adaptace
V lednu roku 2024 společnost Sony oznámila filmovou adaptaci videohry. Bude ji režírovat David F. Sandberg. Scénář původně napsal Blair Butler, ale na starosti ho bude mít Gary Dauberman. Film mají produkovat společnosti Screen Gems a PlayStation Productions. V červnu byla poodhalena část hereckého obsazení v blíže nespecifikovaných rolích, Ella Rubin, Michael Cimino, Ji-young Yoo a Odessa A'zion.

## Ocenění
| Rok  | Ocenění                                        | Kategorie                        | Nominovaná             | Výsledek   |
| ---- | ---------------------------------------------- | -------------------------------- | ---------------------- | ---------- |
| 2015 | Golden Joystick Awards                         | Hra roku pro PlayStation         | Until Dawn             | Nominované |
| 2015 | The Game Awards                                | Nejlepší vyprávění               | Until Dawn             | Nominované |
| 2016 | SXSW Gaming Awards                             | Vynikající technické výsledky    | Until Dawn             | Nominované |
| 2016 | SXSW Gaming Awards                             | Vynikající technické výsledky    | Until Dawn             | Nominované |
| 2016 | National Academy of Video Game Trade Reviewers | Výkon v dramatu ve vedlejší roli | Brett Dalton jako Mike | Nominované |
| 2016 | National Academy of Video Game Trade Reviewers | Použití zvuku                    | Until Dawn             | Nominované |
| 2016 | British Academy Games Awards                   | Britská hra                      | Until Dawn             | Nominované |
| 2016 | British Academy Games Awards                   | Herní inovace                    | Until Dawn             | Nominované |
| 2016 | British Academy Games Awards                   | Nejlepší funkce                  | Until Dawn             | Výhra      |
| 2016 | British Academy Games Awards                   | Příběh                           | Until Dawn             | Nominované |